# Liste der Wappen im Landkreis Berchtesgadener Land
Die Liste der Wappen im Landkreis Berchtesgadener Land zeigt die Wappen der Gemeinden im bayerischen Landkreis Berchtesgadener Land.

## Landkreis Berchtesgadener Land

Landkreis Berchtesgadener Land Über Schildfuß mit den bayerischen Rauten gespalten von Gold und Blau; vorne ein rot bewehrter schwarzer Löwe, hinten schräg gekreuzt ein goldener und ein silberner Schlüssel.
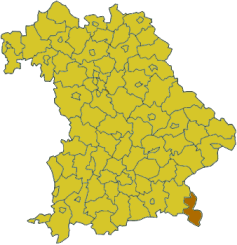
Lage des Landkreises Berchtesgadener Land in Bayern
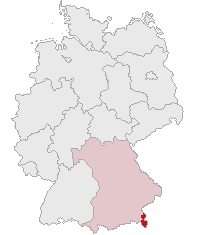
Lage des Landkreises Berchtesgadener Land in Deutschland
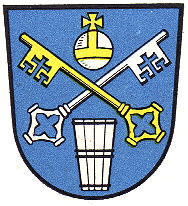
Landkreis Berchtesgaden (–1972) In Blau gekreuzt ein goldener und ein silberner Schlüssel, darüber ein silberner Reichsapfel mit goldenem Reifen und Kreuz, darunter ein silberner Salzfuderstock.
Landkreis Laufen (–1972)

## Wappen der Städte, Märkte und Gemeinden

Gemeinde Ainring Geteilt von Gold und Schwarz; oben nebeneinander schräg gekreuzt ein schwarzer Hammer und ein schwarzer Schlägel sowie ein rot gezungter schwarzer Löwenkopf; unten ein goldener Ring mit silbernem Stein.
Gemeinde Anger In Rot zwei gekreuzte silberne Schlüssel, darüber eine silberne Pilgermuschel, darunter ein silberner Raitelhaken.
Große Kreisstadt Bad Reichenhall Gespalten; vorne die bayerischen Rauten, hinten in Gold ein steigender, rot bewehrter schwarzer Panter.
Gemeinde Bayerisch Gmain Geteilt; oben gerautet von Silber und Blau, unten in Rot übereinander zwei waagrechte silberne Fische.
Markt Berchtesgaden Geviert mit Herzschild, darin die bayerischen Rauten; 1 und 4 in Rot schräg gekreuzt je ein goldener und ein silberner Schlüssel, 2 und 3 in Blau sechs silberne, drei zu zwei zu eins gestellte heraldische Lilien.
Gemeinde Bischofswiesen In Blau auf grünem Boden eine goldene Scheune, der zwei schräg gekreuzte silberne Bischofsstäbe unterlegt sind.
Stadt Freilassing In Rot auf grünem Boden ein weißes Pferd, das über ein goldenes Salzfass springt.
Stadt Laufen In Rot ein gemauerter breiter silberner Torbau mit offenem Tor, darauf ein schmälerer Turm, beide gekrönt mit Schwalbenschwanzzinnen.
Markt Marktschellenberg In Blau eine mit einem sechsstrahligen blauen Stern belegte silberne Salzkufe, dahinter schräg gekreuzt ein goldener und ein silberner Schlüssel.
Gemeinde Piding Geteilt von Rot und Gold; oben zwei schräggekreuzte silberne Schlüssel, unten ein rot bezungter schwarzer Löwenkopf.
Gemeinde Ramsau b.Berchtesgaden In Blau der heilige Vinzenz in silberner, mit goldenen Fransen besetzter Dalmatik über rotem Untergewand, in der Rechten ein Merschl, in der Linken ein Griesbeil haltend.
Gemeinde Saaldorf-Surheim Im Wellenschnitt geteilt von Silber und Rot, oben ein blaues Rad, das rechts und links mit einer wachsenden blauen heraldischen Lilie besteckt ist, unten ein waagrechtes silbernes Türband, überdeckt von einer goldenen Ähre.
Gemeinde Schneizlreuth In Blau über silbernem Dreiberg ein goldenes Rad, aus dem göpelförmig drei silberne Soleleitungen wachsen, oben beseitet von je einem goldenen Kleeblatt.
Gemeinde Schönau a.Königssee In Blau über gesenktem silbernen Wellenbalken auf einer goldenen Leiste die silberne Kapelle St. Bartholomä mit drei roten Kuppen, darüber rechts eine mit einem goldenen Schnitzwerkzeug besetzte schräge goldene heraldische Lilie, links eine mit einem goldenen Ahornblatt besetzte schräglinke heraldische Lilie.
Markt Teisendorf In Rot auf grünem Boden stehend der silbern gekleidete heilige Andreas, der mit der Rechten ein schräges schwarzes Kreuz hält.

## Ehemalige Gemeinden mit eigenem Wappen

Gemeinde Anger Wappen bis 1980
Gemeinde Au
Gemeinde Aufham
Gemeinde Högl
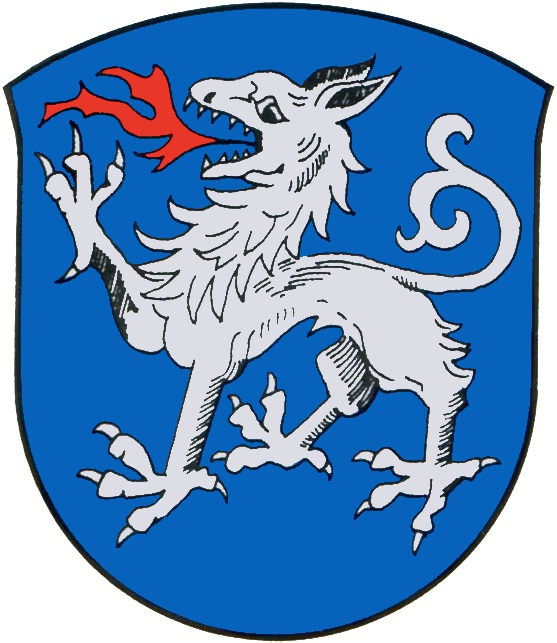
Gemeinde Karlstein
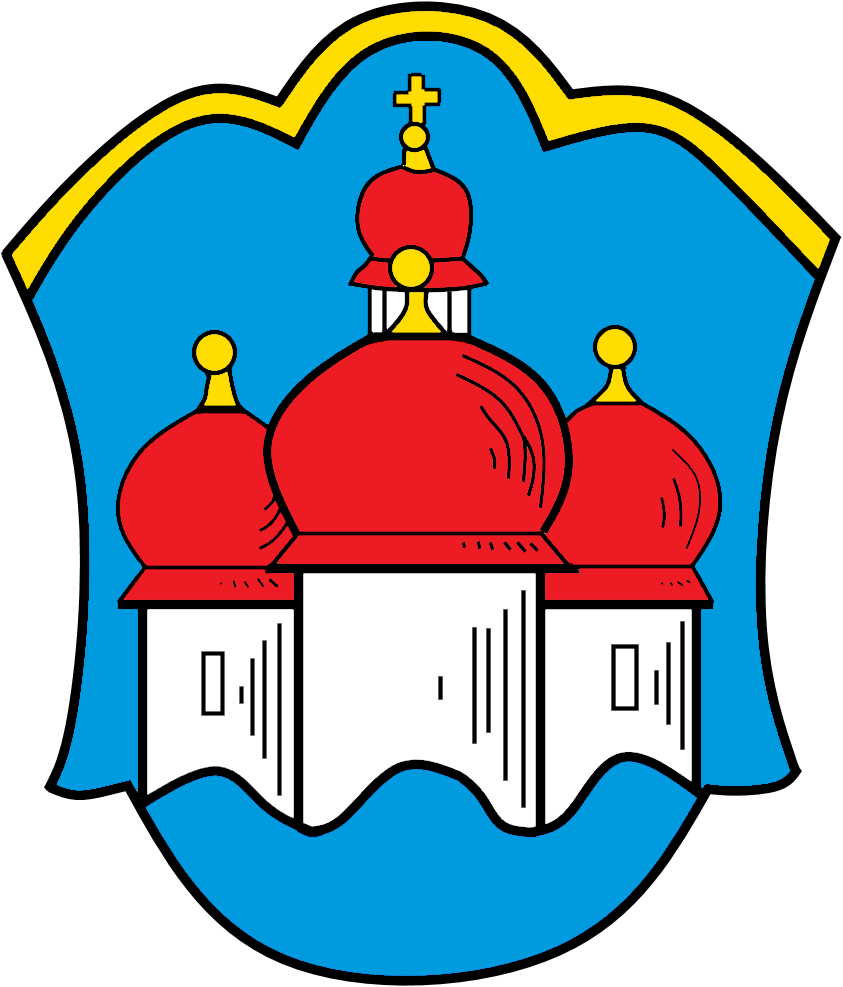
Gemeinde Königssee
Gemeinde Landschellenberg
Gemeinde Maria Gern
Gemeinde Marzoll
Gemeinde Salzberg
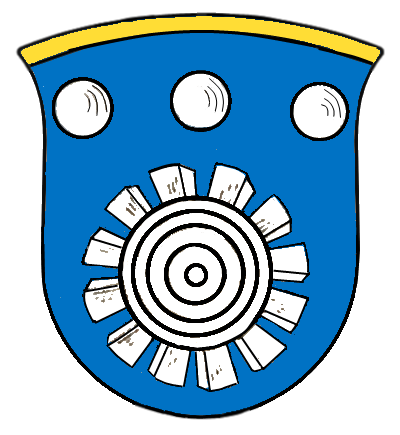
Gemeinde Scheffau
Gemeinde Schneizlreuth – altes Wappen vor Eingemeindung von Weißbach
Gemeinde Schönau
Gemeinde Weißbach a.d.Alpenstraße